# Amt Schenkenländchen
Das Amt Schenkenländchen ist ein 1992 gebildetes Amt in Brandenburg, in dem sich zunächst zehn Gemeinden im damaligen Kreis Königs Wusterhausen (heute im Landkreis Dahme-Spreewald) zu einem Verwaltungsverbund zusammengeschlossen hatten. Durch Gemeindezusammenschlüsse und Eingliederungen verringerte sich die Zahl der Gemeinden auf derzeit sechs Gemeinden. Der Name des Amtes ist nach dem historischen Gebiet Schenkenländchen gewählt.

## Geographische Lage
Das Amt liegt in der Mitte des Landkreises Dahme-Spreewald. Es grenzt im Westen an den Landkreis Teltow-Fläming, im Norden an die Gemeinden Bestensee und Heidesee, im Osten an den Landkreis Oder-Spree und im Süden an das Amt Unterspreewald.

## Gemeinden und Ortsteile
Das Amt Schenkenländchen gliedert sich derzeit in sechs Gemeinden:
- Groß Köris mit den Ortsteilen Klein Köris, Neubrück und Löpten
- Halbe mit den Ortsteilen Briesen, Freidorf und Oderin
- Märkisch Buchholz (Stadt) mit dem Ortsteil Köthen
- Münchehofe mit den Ortsteilen Birkholz und Hermsdorf
- Schwerin
- Teupitz (Stadt) mit den Ortsteilen Egsdorf, Tornow und Neuendorf

## Geschichte
Der Minister des Innern des Landes Brandenburg erteilte am 30. Juli 1992 seine Zustimmung zur Bildung des Amtes Schenkenländchen. Als Zeitpunkt des Zustandekommens des Amtes wurde der 10. August 1992 festgelegt. Das Amt hatte zunächst seinen Sitz in der Gemeinde Halbe und bestand aus zehn Gemeinden im damaligen Kreis Königs Wusterhausen:
1. Briesen,
2. Freidorf,
3. Groß Köris,
4. Halbe,
5. Löpten,
6. Stadt Märkisch Buchholz,
7. Münchehofe,
8. Oderin,
9. Schwerin
10. Stadt Teupitz.

Zum 11. Oktober 1993 wurde die Stadt Teupitz als Sitz des Amtes Schenkenländchen festgelegt.
Zum 26. Oktober 2003 wurden die Gemeinden Briesen, Freidorf und Oderin in die Gemeinde Halbe und die Gemeinde Löpten in die Gemeinde Groß Köris eingegliedert.

## Bevölkerungsentwicklung
| Jahr | Einwohner |
| ---- | --------- |
| 1992 | 7 859     |
| 1995 | 7 978     |
| 2000 | 8 434     |
| 2005 | 8 417     |
| 2010 | 8 200     |
| 2015 | 8 737     |

| Jahr | Einwohner |
| ---- | --------- |
| 2020 | 8 888     |
| 2021 | 8 920     |
| 2022 | 9 177     |
| 2023 | 9 269     |
| 2024 | 9 271     |

Gebietsstand des jeweiligen Jahres, Einwohnerzahl: Stand 31. Dezember (ab 1991), ab 2011 auf Basis des Zensus 2011, ab 2022 auf Basis des Zensus 2022

## Politik

### Amtsdirektoren
- 1992–2003: Reiner Oncken
- 2003–2011: Ulrich Arnts
- 2011–2018: Thomas Koriath
- seit 2018: Oliver Theel

Theel wurde am 4. September 2018 vom Amtsausschuss für acht Jahre zum Amtsdirektor gewählt.

### Wappen
Das Wappen wurde am 27. Juli 1995 genehmigt.
Blasonierung: „In Silber ein aufgerichteter rotbewehrter und rotbezungter schwarzer Löwe, in den Vorderpranken einen aufrechten roten Fisch haltend.“

### Flagge
Die Flagge ist rot - weiß gestreift mit dem Wappenschild im Obereck.

## Belege
1. ↑  Bevölkerungsstand im Land Brandenburg Dezember 2024 (Fortgeschriebene amtliche Einwohnerzahlen, basierend auf dem Zensus 2022) (Hilfe dazu).
2. ↑  Schenkenländchen | Service Brandenburg. Abgerufen am 1. Mai 2024.
3. ↑  
Bildung der Ämter Oberkrämer und "Schenkenländchen". Bekanntmachung des Ministers des Innern vom 30. Juli 1992. Amtsblatt für Brandenburg - Gemeinsames Ministerialblatt für das Land Brandenburg, 3. Jahrgang, Nummer 62, 25. August 1992, S. 1054.
4. ↑  
Festlegung des Sitzes des Amtes Schenkenländchen in der Stadt Teupitz. Bekanntmachung des Ministers des Innern vom 29. September 1993. Amtsblatt für Brandenburg - Gemeinsames Ministerialblatt für das Land Brandenburg, 5. Jahrgang, Nummer 45, 8. Juli 1994, S. 946.
5. ↑  
Sechstes Gesetz zur landesweiten Gemeindegebietsreform betreffend die Landkreise Dahme-Spreewald, Elbe-Elster, Oberspreewald-Lausitz, Oder-Spree und Spree-Neiße (6.GemGebRefGBbg) vom 24. März 2003, Gesetz- und Verordnungsblatt für das Land Brandenburg, I (Gesetze), 2003, Nr. 05, S. 93
6. ↑  Historisches Gemeindeverzeichnis des Landes Brandenburg 1875 bis 2005. Landkreis Oberhavel (PDF) S. 14–17
7. ↑  Bevölkerung im Land Brandenburg von 1991 bis 2015 nach Kreisfreien Städten, Landkreisen und Gemeinden, Tabelle 7
8. ↑  Amt für Statistik Berlin-Brandenburg (Hrsg.): Statistischer Bericht A I 7, A II 3, A III 3. Bevölkerungsentwicklung und Bevölkerungsstand im Land Brandenburg (jeweilige Ausgaben des Monats Dezember)
9. ↑  Bevölkerungsfortschreibung auf Basis des Zensus 2022
10. ↑  Kommunalverfassung des Landes Brandenburg, § 138
11. ↑  Oliver Theel ist neuer Amtsdirektor. In: Märkische Allgemeine, 8. September 2018
12. ↑  
Wappenangaben auf dem Dienstleistungsportal der Landesverwaltung des Landes Brandenburg